# Vladimir Čušev
Vladimir Čušev (8. februara 1963. godine u Gomelju, Belorusija) je ambasador Belorusije u Beogradu.
Vladimir je završio Građevinski fakultet Beloruskog inženjerskog insitituta za saobraćaj (1985. godine) i Pravni fakultet Beloruskog državnog univerziteta (1995. godine). Zatim je bio na viskim funkcijama, između ostalog i u ambasadi Jugoslavije i Poljske od 26. avgusta 2011. On je ambasador Republike Belorusije u Republici Srbiji.

## Spoljašnje veze
- Ambasada Reepublike Belorusije u Srbiji